# Jeffrey Buttle
Jeffrey Buttle (Smooth Rock Falls, 1º settembre 1982) è un ex pattinatore artistico su ghiaccio canadese. È stato campione del mondo nel 2008 e vicecampione nel 2005. Ha rappresentato il Canada ai Giochi olimpici invernali di Torino 2006 vincendo la medaglia di bronzo nel singolo.

## Biografia
Buttle è nato a Smooth Rock Falls ma è cresciuto a Sudbury. Ha iniziato a pattinare all'età di due anni seguendo le orme di sua sorella maggiore Meghan. Ha scoperto la passione per la musica classica quando era ancora molto giovane, cosa che avrebbe influienzato la sua successiva carriera. A otto anni ha iniziato ad allenarsi con Lee Barkell, allenatore che sarebbe rimasto con lui fino alla fine della sua carriera agonistica. A 15 anni ha subito una frattura da stress alla schiena che gli ha fatto capire l'importanza di curare attentamente la preparazione fisica. Nel 1999 ha iniziato a farsi ideare le coreografie da David Wilson. Lavorare con Wilson ha fatto nascere in Buttle la passione per la coreografia.
Buttle è apertamente omosessuale e nel febbraio 2014 si è sposato con il suo compagno Justin Harris. Dopo il ritiro dal pattinaggio agonistico Buttle ha continuato a esibirsi negli show e ha iniziato una nuova carriera come coreografo, ideando programmi per pattinatori quali Patrick Chan e Yuzuru Hanyu. Si è anche dedicato brevemente all'hockey su ghiaccio giocando nel Toronto Gay Hockey Association.

## Risultati
| Internazionali                                       | Internazionali | Internazionali | Internazionali | Internazionali | Internazionali | Internazionali | Internazionali | Internazionali | Internazionali | Internazionali | Internazionali |
| Evento                                               | 1997–98        | 1998–99        | 1999–00        | 2000–01        | 2001–02        | 2002–03        | 2003–04        | 2004–05        | 2005–06        | 2006–07        | 2007–08        |
| ---------------------------------------------------- | -------------- | -------------- | -------------- | -------------- | -------------- | -------------- | -------------- | -------------- | -------------- | -------------- | -------------- |
| Giochi olimpici invernali                            |                |                |                |                |                |                |                |                | 3°             |                |                |
| Campionati mondiali                                  |                |                |                |                | 8°             | 15°            |                | 2°             | 6°             | 6°             | 1°             |
| Campionati dei Quattro continenti                    |                |                |                |                | 1°             | 4°             | 1°             |                |                | 2°             | 2°             |
| Finale                                               |                |                |                |                |                |                | R              | 2°             | 2°             |                |                |
| GP Trophée Eric Bompard                              |                |                |                |                |                |                |                |                | 1°             |                |                |
| GP Cup of China                                      |                |                |                |                |                |                |                | 1°             |                |                |                |
| GP Cup of Russia                                     |                |                |                |                |                |                |                |                |                |                | 4°             |
| GP NHK Trophy                                        |                |                |                |                | 2°             | 5°             | 1°             |                |                |                |                |
| GP Skate Canada                                      |                |                |                |                |                | 7°             | 2°             | 3°             | 2°             |                | 3°             |
| Bofrost Cup                                          |                |                |                |                |                |                | 2°             |                |                |                |                |
| Karl Schäfer Memorial                                |                |                |                |                | 3°             |                |                |                |                |                |                |
| Nebelhorn Trophy                                     |                |                |                | 7°             | 2°             |                |                |                |                |                |                |
| Internazionali: Junior                               |                |                |                |                |                |                |                |                |                |                |                |
| Campionati mondiali                                  |                |                |                | 7°             |                |                |                |                |                |                |                |
| JGP Cina                                             |                |                |                | 4°             |                |                |                |                |                |                |                |
| JGP Germania                                         |                | 6°             |                |                |                |                |                |                |                |                |                |
| JGP Giappone                                         |                |                | 6°             |                |                |                |                |                |                |                |                |
| JGP Slovenia                                         |                |                | 4°             |                |                |                |                |                |                |                |                |
| JGP Ucraina                                          |                |                |                | 3°             |                |                |                |                |                |                |                |
| Mladost Trophy                                       | 1° J.          |                |                |                |                |                |                |                |                |                |                |
| Nazionali                                            |                |                |                |                |                |                |                |                |                |                |                |
| Campionati canadesi                                  | 2° J.          | 10°            | 6°             | 9°             | 3°             | 2°             | 3°             | 1°             | 1°             | 1°             | 2°             |
| GP: Grand Prix; JGP: Junior Grand Prix; R = Ritirato |                |                |                |                |                |                |                |                |                |                |                |

| Eventi a squadre                                                                                              | Eventi a squadre | Eventi a squadre | Eventi a squadre | Eventi a squadre | Eventi a squadre | Eventi a squadre | Eventi a squadre | Eventi a squadre |
| Evento | 2005–06          | 2006–07          | 2009–10          | 2010–11          | 2011–12          | 2012–13          | 2013–14          | 2014–15          |
| --- | ---------------- | ---------------- | ---------------- | ---------------- | ---------------- | ---------------- | ---------------- | ---------------- |
| Japan Open | 2° S (3° P)      | 3° S (2° P)      | 2° S (2° P)      | 2° S (6° P)      | 1° S (4° P)      | 2° S (3° P)      | 2° S (5° P)      | 2° S (5° P)      |
| S = Risultato della squadra; P = Risultato personale; Medaglie assegnate solo per il risultato della squadra. |                  |                  |                  |                  |                  |                  |                  |                  |

| Eventi pro-am      | Eventi pro-am | Eventi pro-am | Eventi pro-am | Eventi pro-am |
| Evento             | 2002–03       | 2012–13       | 2014–15       | 2015–16       |
| ------------------ | ------------- | ------------- | ------------- | ------------- |
| Sears Open         | 3°            |               |               |               |
| Medal Winners Open |               | 1°            | 3°            | 3°            |